# Fortifications de Kotor

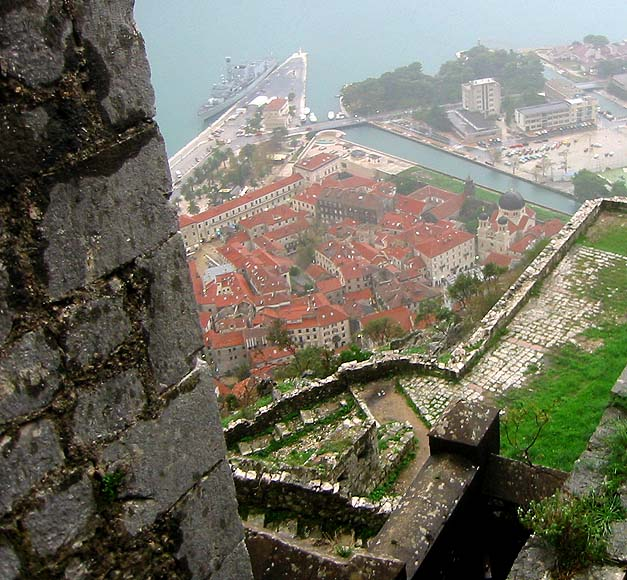
Vue du vieux Kotor depuis les remparts.

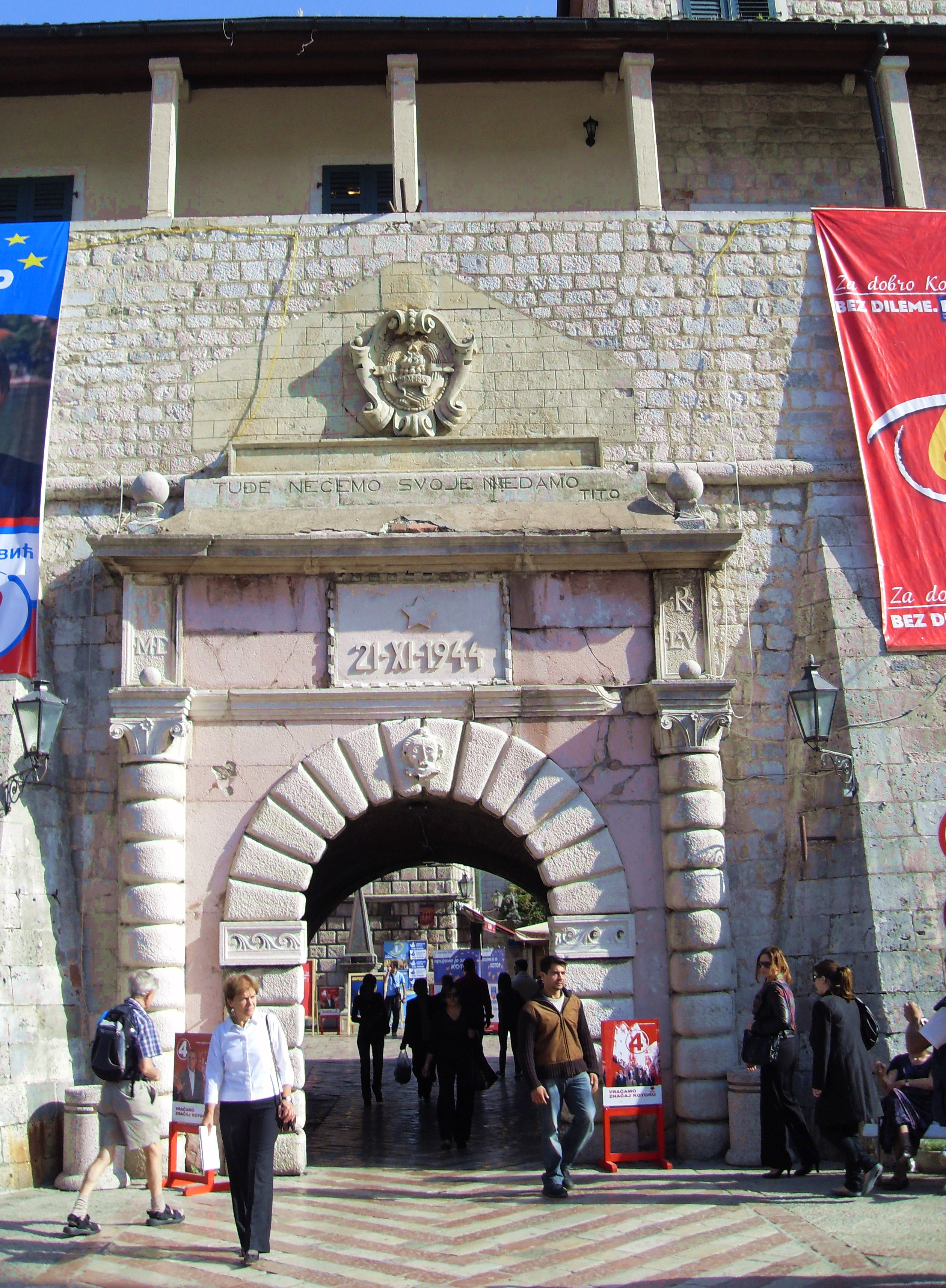
La Porte de la Mer, entrée principale de la vieille ville.

Les fortifications de Kotor ( italien : Cattaro) sont un système de fortification historique intégré qui protégeait la ville médiévale de Kotor contenant des remparts, des tours, des citadelles, des portes, des bastions, des forts, des citernes, un château et des bâtiments et structures auxiliaires. Ils intègrent l'architecture militaire datant de différentes périodes de domination étrangères, de l'Illyrie, de l'Empire byzantin, de Venise et de l'Autriche. Les fortifications ont été inscrites sur la liste des sites du patrimoine mondial de l'UNESCO en 1979, en même temps que la vieille ville de Kotor et que la baie des bouches de Kotor, labellisées Région naturelle et culturo-historique de Kotor et représentent le seul site de ce type d'importance culturelle au Monténégro.
La ville fortifiée de Kotor a également été inscrite sur la liste du patrimoine mondial de l'UNESCO en tant que partie des ouvrages de défense vénitiens entre le XVe et le XVIIe siècle : Stato da Terra – ouest Stato da Mar en 2017.

## Histoire
Le sommet de la montagne Saint-Jean fut déjà fortifié à l'époque illyrienne. Au VIe siècle, l'empereur byzantin Justinien Ier reconstruisit une forteresse à cet emplacement. Avec la retraite des Byzantins, malgré de nombreuses incursions, une certaine indépendance fut finalement atteinte, mais cela n'eut pas d'effets durables sur les fortifications. En 1420, la République alors indépendante de Cattaro succombe à la domination vénitienne. Faisant partie de l'Albanie Veneta, les fortifications reçoivent alors leur structure actuelle. Durant cette période, Cattaro connait deux sièges ottomans, en 1538-1571 et 1657-1699.
En 1797, les fortifications passent à la monarchie des Habsbourg avec le traité de Campo Formio. En 1805, Kotor est attribuée à l'État satellite de l'Empire français, le royaume napoléonien d'Italie, par le traité de Pressbourg. Mais elle est occupée par les troupes russes sous Dmitri Senyavin jusqu'à la signature du traité de Tilsit en 1807.
Trois ans plus tard, la ville est incorporée aux provinces illyriennes de l'Empire français. Les fortifications (alors nommées Cattaro) sont attaquées par le capitaine de vaisseau britannique William Hoste avec son navire HMS Bacchante (38 canons). De « manière non militaire », Host transporte les canons de ses navires vers des positions au-dessus du fort à l'aide de blocs et de palans et commence le bombardement. Après un siège de dix jours, la garnison française n'a pas d'alternative et se rend le 5 janvier 1814.
Avec le Congrès de Vienne, Kotor est restituée à l'Empire autrichien. Après la Première Guerre mondiale, les Autrichiens sont contraints d'abandonner la région, et la forteresse n'est alors plus habitée.
Pendant la Seconde Guerre mondiale, Kotor est occupée par les forces de l'Axe et libérée le 21 novembre 1944, date commémorée au-dessus de la Porte de la Mer.
De graves tremblements de terre qui ont endommagé les fortifications se sont produits en 1563, 1667 et plus récemment le 15 avril 1979.

## Description

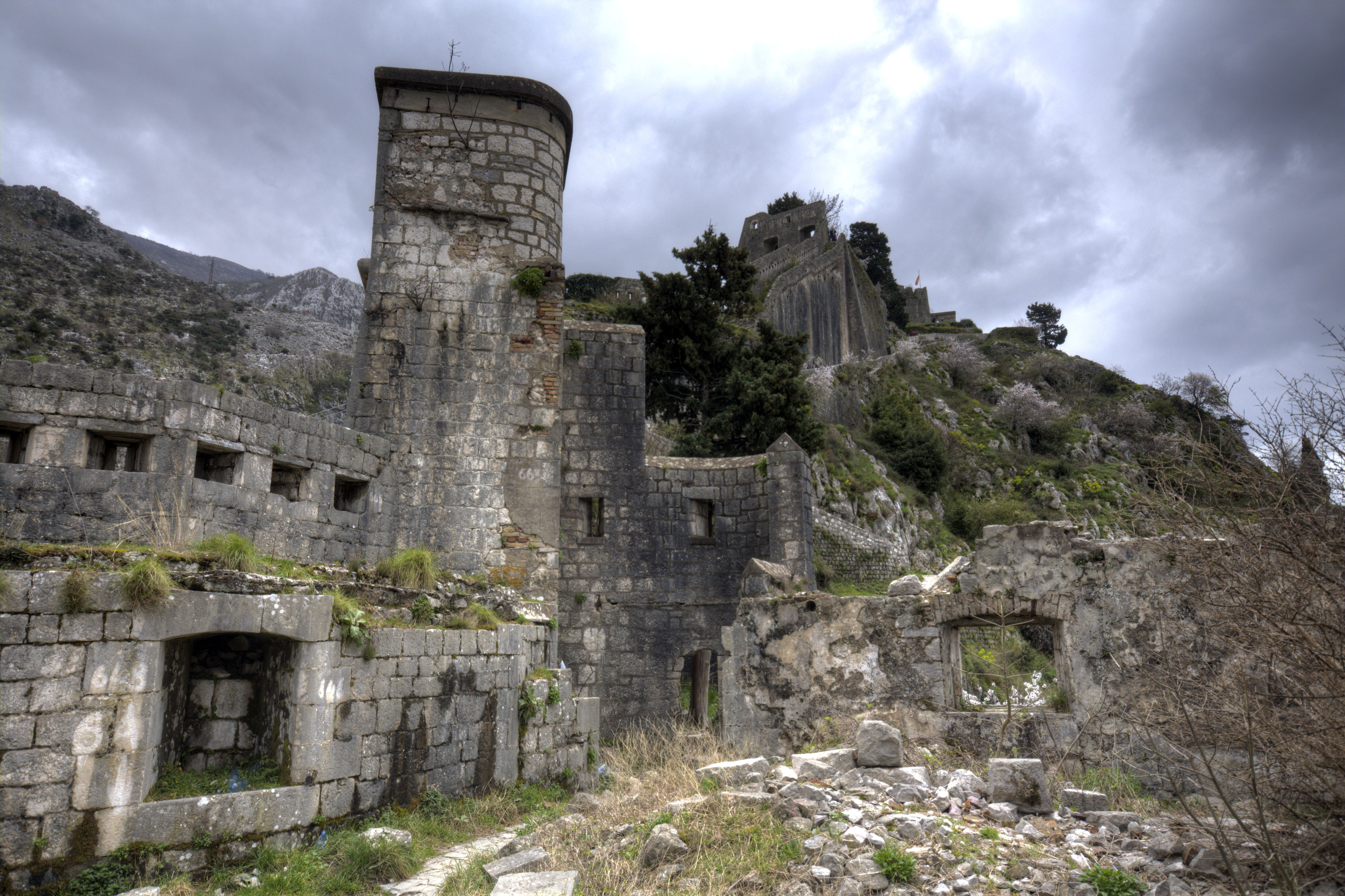
Le château Saint-Jean (San Giovanni) et le mur occidental à flanc de colline.

La partie médiévale de la ville de Kotor est située sur un terrain triangulaire, bordé par l'extension la plus intérieure de la baie de Kotor au sud-ouest, la rivière Skurda au nord et la montagne Saint-Jean vers l'est.
Les murs de la ville protègent la ville sur ses côtés nord et sud-ouest, vers la mer. Les murs sont fortifiés par des bastions, les plus importants étant la tour et la citadelle de Kampana (XIIIe-XIVe siècle) près de l'endroit où la rivière entre dans la baie. A proximité se trouve la Porte de la Mer (ou Porte Principale) datant de 1555, qui permet l'accès depuis la baie. Les deux autres portes de la ville sont la Porte de la Rivière (ou Porte Nord) datant de 1540, le bastion de Bembo datant également 1540, et la Porte Gurdic (ou Porte Sud) plus ancienne. Cette dernière a été modifiée à plusieurs reprises et fortifiée par unbastion à partir de 1470. Le bastion Bembo a été transformé en théâtre ouvert.
Deux portes supplémentaires étaient présentes, l'une murée au sud de la porte de la mer, l'autre, appelée porte Spiljarskia, à l'intérieur des remparts à flanc de colline vers l'ancienne route de Cetinje. Depuis les remparts du bastion Bembo et du bastion Gurdic, on peut monter jusqu'au sommet de la montagne Saint-Jean qui soutient la ville.
Au sein des fortifications se trouvent un réseau de communication ainsi que des bâtiments civils, comme l'église Notre-Dame du Remède datant de 1518. Au sommet de la montagne se trouve le fort Saint-Jean, dominant la baie orientale, le système de fortification et la ville du haut de ses 280 mètres d'altitude.
Derrière la colline du château, la campagne habitable et montagneuse continue de monter vers le Lovcen. La circonférence du mur extérieur est de 4,5 km, avec une épaisseur comprise entre 2 et 16 m et une hauteur jusqu'à 20 m.

## Conservation
Le tremblement de terre de 1979 a endommagé une grande partie des bâtiments de Kotor, notamment les fortifications. Le site a été inscrit la même année sur la Liste du patrimoine mondial, ainsi que sur la Liste du patrimoine en péril. Après rénovation, le site a été retiré decette dernière en 2003, mais la majeure partie de la réhabilitation a eu lieu dans la vieille ville.
Les fortifications constituent l'aspect le plus significatif du site du patrimoine mondial  et bien qu'elles contiennent des éléments de différentes époques, ce sont les Vénitiens qui ont construit la plupart des structures actuelles. En tant que tel, le monument représente l’un des exemples les plus importants de l’architecture militaire défensive vénitienne. Les fortifications font donc partie des rares sites doublement classés par l'UNESCO sur deux biens différents.
Le Conseil international des monuments et des sites a demandé en 2001 la revitalisation de la forteresse. La Commission européenne s'est intéressée à la fortification non seulement pour son importance culturelle, mais aussi pour la maintenir et la développer en tant que ressource touristique, une partie importante de l'économie locale. La Commission a cependant constaté le mauvais état des fortifications, à l'abandon depuis le départ des Autrichiens en 1918.
Le manque d'entretien, l'érosion, les tremblements de terre et la végétation ont contribué à sa détérioration continue. Il a été proposé de restaurer les remparts de la colline et de la ville, ainsi que de réparer les tours et les points touristiques, les sentiers et les bâtiments accessoires afin de réparer le complexe de fortifications et d'exploiter son potentiel économique.

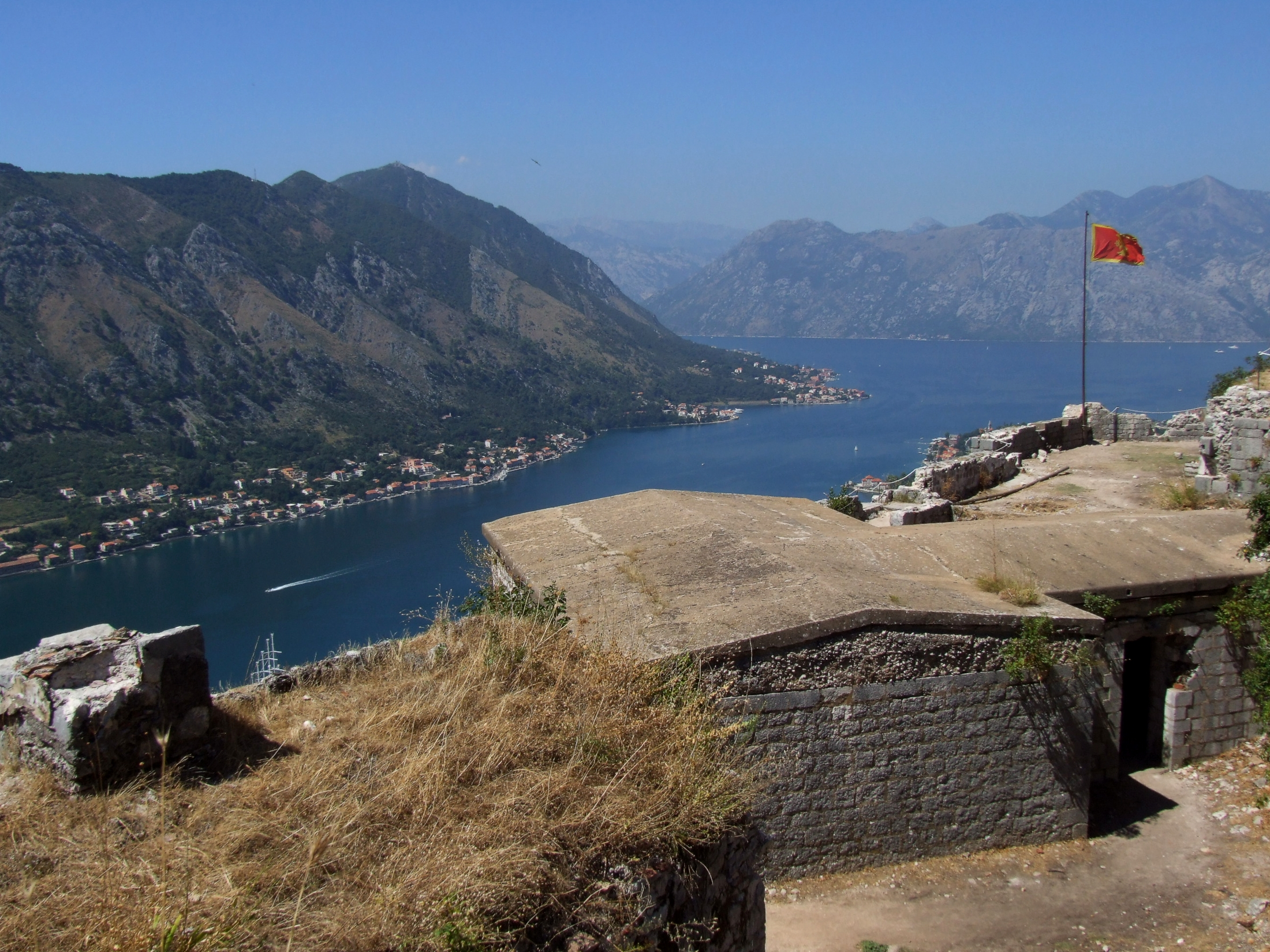
Baies de Kotor - vue depuis le château Saint-Jean
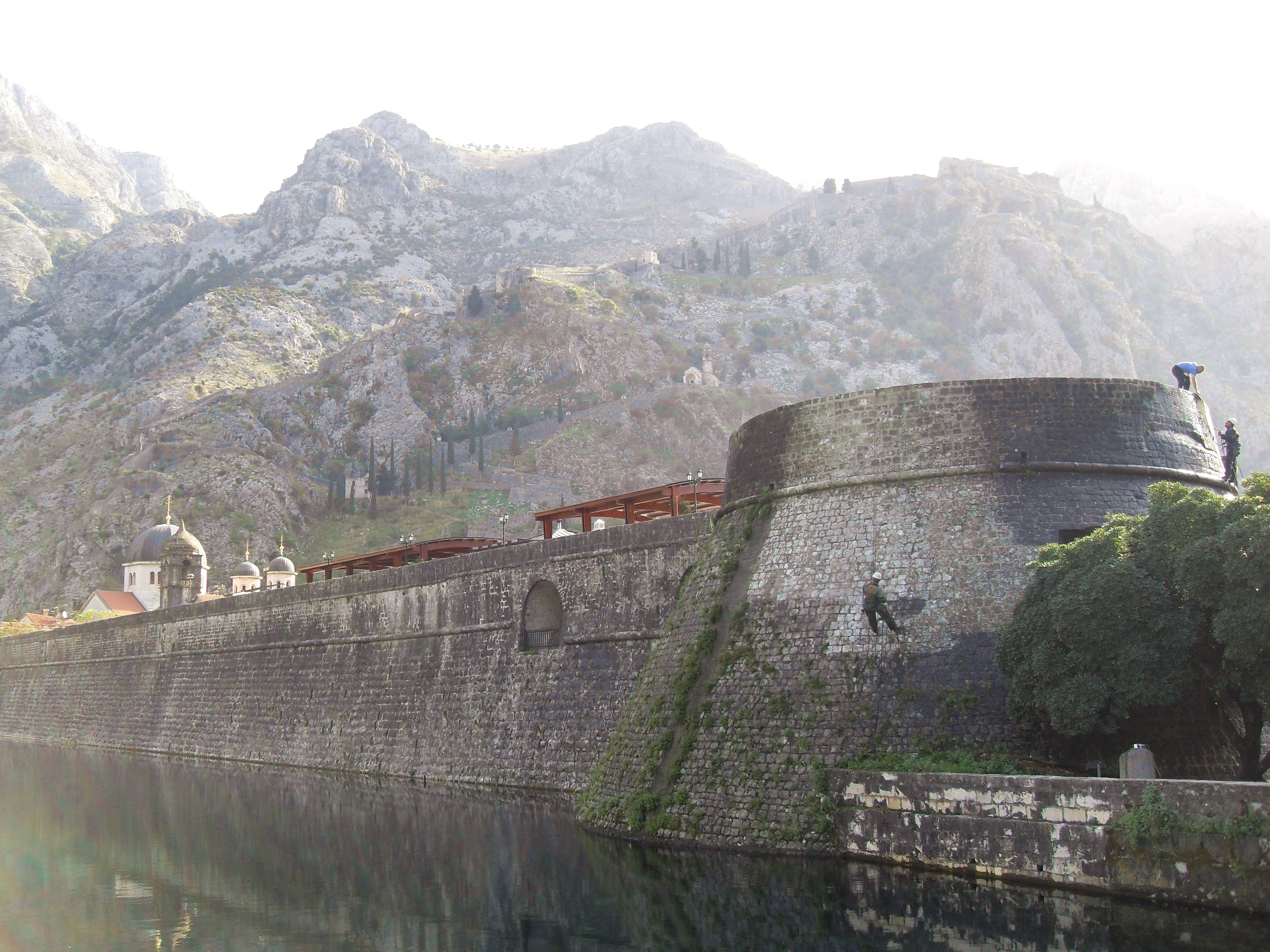
Tour Kampana en cours de restauration.
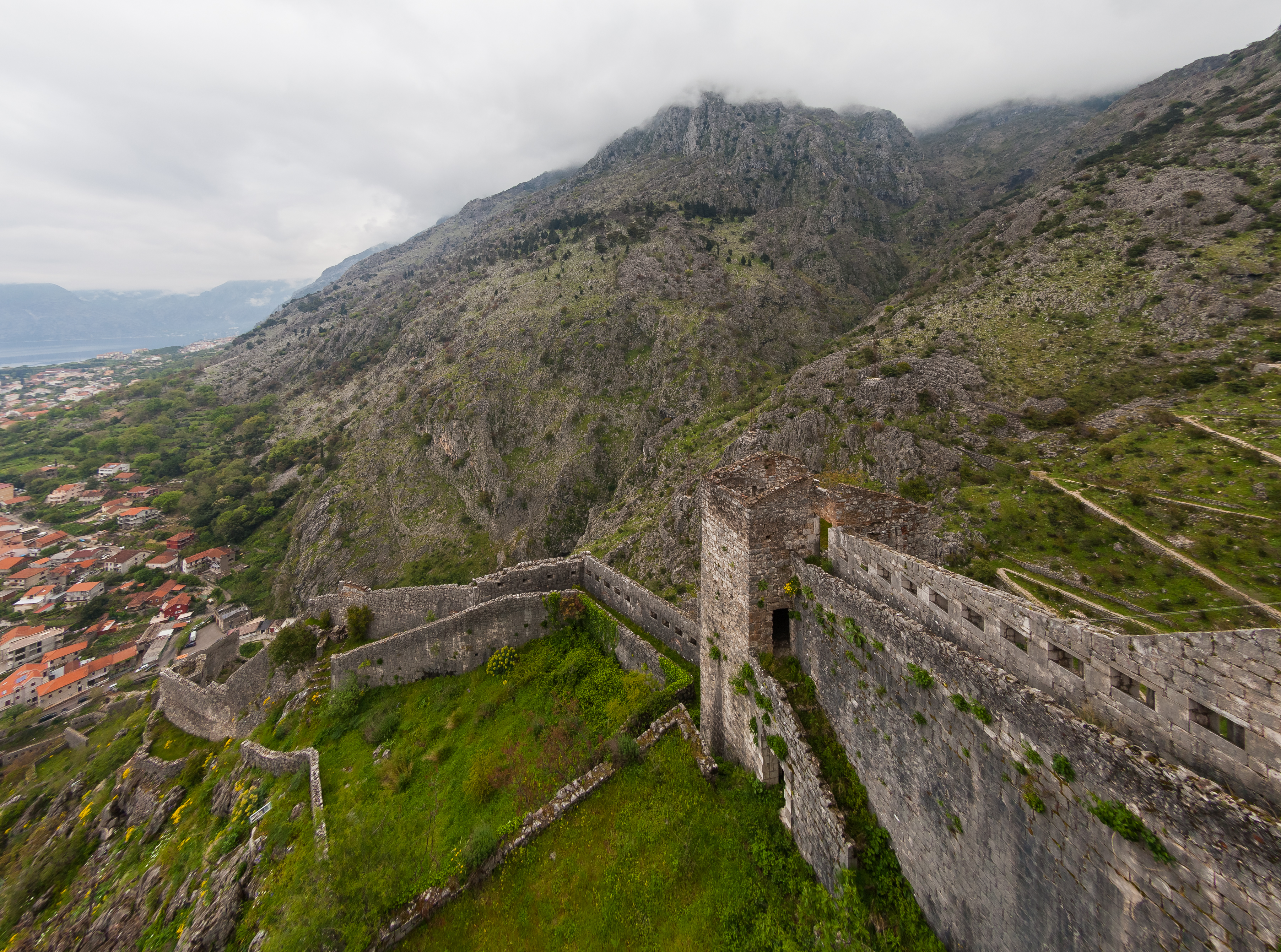
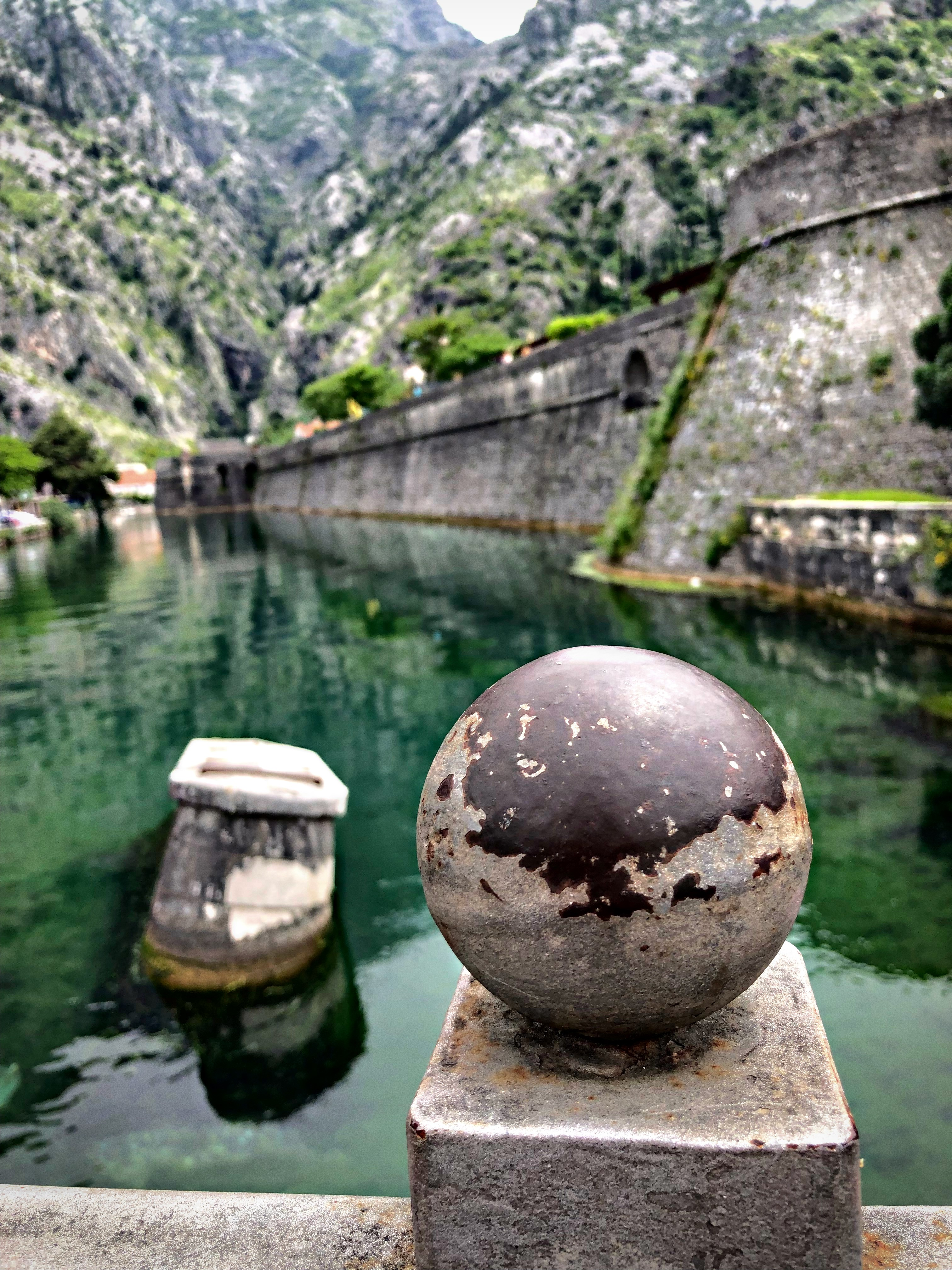